# Prionailurus iriomotensis
Il gatto di Iriomote (Prionailurus iriomotensis; giapponese: 西表山猫, Iriomote-yamaneko) è un gatto selvatico delle dimensioni di un gatto domestico che vive esclusivamente sull'isola giapponese di Iriomote. 
È considerato un «fossile vivente» da molti biologi per non essere cambiato molto dalla sua forma primitiva. Il gatto di Iriomote (in passato ritenuto una sottospecie del gatto leopardo) è una delle specie di gatti più minacciate del mondo, dato che la sua popolazione è inferiore ai 100 esemplari. Ha la pelliccia di color marrone scuro, la coda folta, e non è in grado di retrarre i propri artigli.

## Nome
Quando venne scoperto nel 1965, venne considerato l'ultimo sopravvissuto di un lignaggio estinto di felini e classificato nel genere separato Mayailurus con il nome di Mayailurus iriomotensis. In seguito, fu ritenuto una sottospecie del gatto leopardo, prima di essere definitivamente elevato al rango di specie nello stesso genere di quest'ultimo, Prionailurus. L'attuale classificazione, tuttavia, viene ancora discussa; la maggior parte degli autori, comunque, classifica il gatto di Iriomote come una specie separata, dato che si differenzia abbastanza dal gatto leopardo continentale. Dagli abitanti di Iriomote è noto come Yamamayaa («gatto di montagna»), Yamapikaryaa («occhi scintillanti di montagna») o Pingiimayaa («gatto fuggito»).

## Descrizione
Il gatto di Iriomote presenta scure macchie grigiastre o color cenere disposte in fitte file longitudinali che ne marcano il corpo. Queste macchie tendono a fondersi in bande. Cinque o sette strisce scure corrono lungo il collo, e due linee bianche si dirigono dall'angolo di ogni occhio fino alle guance. Folta e cespugliosa, la coda è relativamente breve; maculata nei pressi della base, si fa anellata verso l'estremità. Il retro delle orecchie rotondeggianti è di color scuro con macchie centrali bianche. Il premolare superiore anteriore è assente. Approssimativamente delle stesse dimensioni di un gatto domestico, il gatto di Iriomote ha il caratteristico corpo allungato, le zampe corte e la costituzione snella tipiche dei predatori che vanno a caccia nel fitto sottobosco.
Le dimensioni medie del corpo di una femmina sono di 48 cm coda esclusa, mentre i maschi, lunghi 53–56 cm coda esclusa, sono leggermente più grandi. Per il resto i sessi sono molto simili tra loro e la loro lunghezza va da un minimo di 38 a un massimo di 65 cm. L'altezza alla spalla è di 25 cm, la coda misura 16–45 cm e il peso si aggira sui 3-7 kg.

## Comportamento
Il gatto di Iriomote è solitario, ma i territori dei vari individui si sovrappongono. I territori dei maschi variano tra i 2,1 e i 4,7 km², mentre quelli delle femmine si estendono dagli 0,95 agli 1,55 km².
Cacciando giorno e notte sia sugli alberi che sul terreno, il gatto di Iriomote è un predatore generico opportunista. Si dice che sia più notturno d'estate che d'inverno. Durante il giorno si nasconde tra le cavità delle rocce o degli alberi, prima di intraprendere la caccia al crepuscolo. In cattività, si dimostra un nuotatore entusiasta, giocando spesso nell'acqua. Si sa che in natura è in grado di attraversare fiumi e che probabilmente cattura anche pesci e granchi in acqua. Per cacciare tende solitamente ad avvicinarsi piano piano alla preda, prima di assalirla ed ucciderla.

## Riproduzione
Gli animali in cattività iniziano a perdere peso in inverno e a trascorrere gran parte del giorno a marcare il territorio con l'urina. Si ritiene che facciano questo in previsione dell'accoppiamento. D'inverno vengono avvistati più frequentemente in coppia e si odono più spesso i loro richiami. I maschi lottano spesso tra loro. Miagolano e ringhiano come gatti domestici. L'accoppiamento si ritiene avvenga tra febbraio e marzo e a settembre/ottobre.
Dopo una gestazione di circa 60 giorni, in una tana tra le cavità delle rocce o in un albero caduto vedono la luce da due a quattro gattini. Essi si sviluppano molto più rapidamente di quelli dei gatti domestici, tanto che sono in grado di badare a sé stessi già all'età di tre mesi.

## Alimentazione
Da uno studio è risultato che il 50% della biomassa delle prede del gatto di Iriomote è costituito da mammiferi, il 25% da uccelli e il 20% da rettili. D'estate, la predilezione per i mammiferi sembra scemare, dato che viene catturato un maggior numero di uccelli e rettili. Numericamente, anche gli insetti, costituendo fino a un terzo del numero di prede totali, sono importanti, e negli escrementi dei gatti sono state identificate almeno 39 specie di Coleotteri. È risaputo che il gatto di Iriomote catturi inoltre pipistrelli frugivori, ratti neri, maiali selvatici, nitticore, quaglie, ralli, piccioni, colombe, rane, assioli, martin pescatori, pettirossi, tordi, corvi, tartarughe scatola e scinchi. Dalle feci sono state identificate più di 95 specie animali predate.

## Distribuzione e habitat
L'isola di Iriomote, di 292 km quadrati, è situata all'estremità meridionale dell'arcipelago giapponese delle Ryukyu, 200 km ad est di Taiwan (24° 15´-25´ di latitudine nord e 123° 40´-55´ di longitudine est). L'isola è montuosa ed è ricoperta da foreste pluviali subtropicali di latifoglie sempreverdi, mentre lungo gli estuari si trovano fitti mangrovieti. La cima più elevata raggiunge solamente 470 m di altitudine.
Questo gatto endemico è diffuso, nei pressi dell'acqua, in tutta l'isola, anche in spiagge e terreni coltivati. Evita solamente le aree maggiormente popolate. Sfortunatamente, mostra una certa preferenza per un'area di foresta costiera situata al di fuori dell'area protetta, dove è stata costruita l'unica strada presente sull'isola.

## Conservazione
Di questa specie sopravvivono a malapena circa 100 esemplari, a causa della distruzione dell'habitat, della persecuzione e della caccia sconsiderata. Nonostante nel 1977 il gatto di Iriomote sia stato dichiarato Tesoro Nazionale Giapponese, la pressione umana continua a costituire una seria minaccia. Un terzo dell'isola è stato dichiarato riserva: pertanto, in quella zona, è severamente proibito catturare i gatti per qualsiasi ragione. Ciononostante, il loro numero continua a diminuire. Izawa (1990) ha riportato che la densità dei gatti all'interno del Parco Nazionale è relativamente bassa perché questi felini preferiscono i margini delle foreste, le aree costiere e le pianure, la maggior parte delle quali situate al di fuori delle aree protette. In cattività non è presente alcuna popolazione riproduttiva.
L'Unione Internazionale per la Conservazione della Natura e delle Risorse Naturali (IUCN) ha classificato il gatto di Iriomote come Specie Minacciata, molto vicina all'estinzione. Dal momento che questa specie non ha abbastanza valore commerciale, la Convenzione sul Commercio Internazionale di Specie Minacciate (CITES) ha espresso solamente che il commercio internazionale debba essere strettamente regolato, e ha posto questo animale in Appendice II.
I gatti domestici rinselvatichiti competono con quelli di Iriomote per il cibo, ma al momento sembra che non vi siano problemi di incrocio tra le due specie. L'ibridizzazione diluirebbe il pool genico del gatto di Iriomote e costituirebbe una minaccia a lungo termine nei confronti dell'integrità della specie. Sono state comunque espresse proposte per sradicare dall'isola tutti i gatti rinselvatichiti.
L'Agenzia Ambientale Giapponese ha allestito programmi di nutrizione per i gatti nativi. A partire dal 1979, dei polli domestici sono stati forniti in ben 20 siti di foraggiamento. Tuttavia, ciò ha causato vari problemi, dal momento che i gatti ora considerano il pollame allevato una fonte di cibo naturale. Nel 1983 il gatto di Iriomote ha iniziato ad assalire polli domestici nei pressi delle abitazioni dei villaggi, portando a una situazione di conflitto con i proprietari. Inoltre un certo numero di questi animali rimane ucciso lungo le strade.

## Il gatto di Iriomote nella cultura di massa
Sakaki della serie di anime e manga Azumanga daiō incontra una gattina di Iriomote selvatica durante una gita scolastica ad Okinawa, ed un giorno, mentre sta visitando Iriomote, se la fa amica. Più tardi nella serie, quando torna a casa, la gatta di Iriomote segue i suoi passi e ne diventa l'animale domestico con il nome di «Mayaa», abbreviazione del nome «Yamamayaa» utilizzato dai nativi di Iriomote.
Nel manga/anime Mew Mew - Amiche vincenti, la protagonista Ichigo Momomiyamescola il suo DNA proprio con questo felino per poi così trasformarsi in una specie di gatta umana chiamata Mew Ichigo.